# El Bosque (municipi mexicà)
El Bosque és un dels 124 municipis que componen l'estat mexicà de Chiapas.

## Geografia
El municipi de El Bosque és a la regió socioeconòmica VII De Los Bosques. Té una extensió territorial de 159,03 km², que representa el 6,76% de la superfície total de la regió.
Limita amb diversos municipis: a l'est amb el de Chalchihuitán; al nord amb el de Simojovel, a l'oest amb el de Jitotol, al sud amb el de Larráinzar, i al sud-oest amb el de Bochil.
El terreny del municipi és accidentat, per estar a les muntanyes del nord de l'estat. Hi predomina un clima càlid humit amb pluges tot l'any, amb una temperatura mitjana anual de 22.5 °C, i una precipitació pluvial de 2.500 mil·límetres anuals. Els principals rius del terme són San Pedro Nixtalucum, Cucahuitz, Pamahuitz, Blanco, la Esperanza, el Triunfo, Tres Puentes i El Bosque.
La vegetació és de selva alta i compta amb una gran varietat d'espècies entre les quals destaquen: el mirasol, el jopi, l'hule, la caoba, Ficus insipida, el cedre, la ceiba, pins, roures, sabí i xiprers. Hi ha una gran quantitat de boes, iguanes, tortugues, zopilotes, senglars i cérvols.

## Demografia

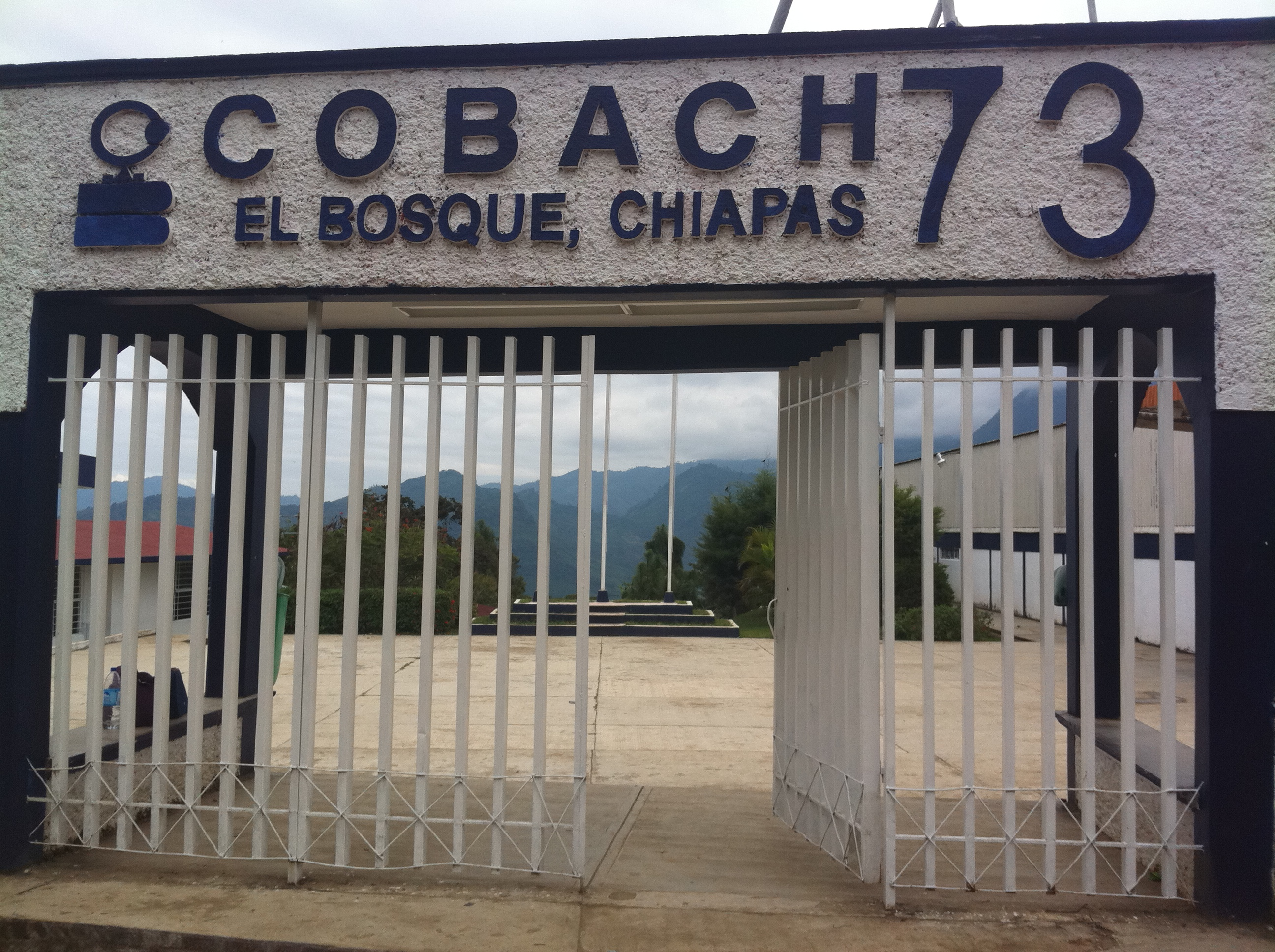
Batxillerat, ubicat al cap municipal i als plàtans de El Bosque

D'acord amb els resultats del Cens de Població i Habitatge de 2020 realitzat per l'Institut Nacional d'Estadística i Geografia, la població total del municipi és de 24.273 habitants, cosa que representa un creixement mitjà de 2,8% anual en el període 2010-2020 sobre la base dels 18.559 habitants registrats a l'anterior cens anterior. L'any 2020 el municipi tenia una densitat de 152,5 hab/km².
| Gràfica d'evolució demográfica de Municipio de El Bosque entre 2000 i 2020 |
|                                                                            |

El 48,2% dels habitants eren homes i el 51,8% eren dones. El 77,5% dels habitants majors de 15 anys (11.479 persones) estava alfabetitzat. La població indígena sumava 23.704 persones.
El 2020 el 52,4% (12.712 persones) professava la religió catòlica; el 33,6% (8146 persones) adherien als credos Protestants, Evangèlics i Bíblics; el 13,7% (3.318 persones) eren atees o sense religió i només 79 persones practicaven alguna religió diferent de les anteriors.
El municipi tenia un IDH de 0,547. Segons les dades obtingudes al cens del 2020, la situació de pobresa extrema afectava al 47,6% de la població (11.668 persones).
Segons el cens del 2010 la població del municipi es concentrava en 51 localitats, de les quals 25 eren petits nuclis de menys de cent habitants.
La informació del cens de 2020 assenyala que les localitats més poblades eren:
| Localitat                 | Població al 2010 | Població al 2020 |
| Total municipal           | 18.559           | 24.273           |
| Altagracia                | 513              | 560              |
| Álvaro Obregón            | 867              | 1539             |
| Carmen el Ocotal          | 150              | 312              |
| Chabajebal                | 746              | 694              |
| El Bosque (cap municipal) | 5155             | 5833             |
| El Carrizal               | 472              | 641              |
| El Pedregal               | 100              | 447              |
| Florencia                 | 209              | 281              |
| Las Delicias              | 421              | 552              |
| La Trinidad               | 214              | 287              |
| Los Ángeles               | 560              | 949              |
| Plátanos                  | 1992             | 2671             |
| Sabinotic                 | 188              | 340              |
| San Andrés la Laguna      | 279              | 498              |
| San Antonio el Brillante  | 326              | 573              |
| San Cayetano              | 1833             | 1945             |
| San Miguel                | 399              | 450              |
| San Pedro Nichtalucum     | 1881             | 3126             |
| Tierra Caliente           | 315              | 400              |